# Schottsuppe
Schottsuppe ist eine österreichische Suppenspezialität mit Schotten (das ist eine Topfenvarietät) und Brot als Einlage.

## Name
In seinem Standardwerk über die klassische österreichische Bauernküche erläutert Franz Maier-Bruck den Schotten als „Topfen von Buttermilch“. Im Mittelhochdeutschen Taschenwörterbuch von Matthias Lexer wird das mittelhochdeutsche Wort schotte mit „Quark von süßen Molken“ übersetzt. Althochdeutsch lautete es scotta. Laut Jacob Grimm bedeutet das alte, wesentlich hochdeutsche Wort „Schotten“, das von scuttan bzw. scottan stammt, „geschüttelte, geschlagene, gestoßene, gebutterte Milch“.

## Zubereitung
Schottsuppe ist ein Gericht, das sich sehr rasch und einfach zubereiten lässt. Geschnitteltes (in Schnitten geschnittenes) oder würfelig geschnittenes Schwarzbrot wird in Tellern platziert, dann werden Schotten darauf gegeben. Sodann wird siedendes Wasser darüber gegossen. Man lässt das Ganze noch zugedeckt quellen, dann ist es essfertig.
Regional wird der Suppe auch noch Sauerrahm beigefügt. Anstelle des Wassers wird auch Milch verwendet. In Tirol verwendete man früher anstelle des Wassers auch Brennsuppe (mit Einbrenn). In dem von Josefine Zöhrer im Jahr 1873 herausgegebenen Werk Neues Salzburger Kochbuch für mittlere und kleine Haushaltungen wird anstelle von Schwarzbrot gebähte Semmel verwendet.

## Alte österreichische Bauernküche
Franz Maier-Bruck verzeichnet die Schottsuppe für die Bauernküche der österreichischen Bundesländer Kärnten, Salzburg, Steiermark und Tirol. Zur Zubereitung wurde oft der auf den Almen aus Buttermilch gewonnene „Rührmilchschotten“ oder „Almschotten“ verwendet. Schottsuppe aß man früher in manchen Gegenden jahrein, jahraus an Sonn- und Werktagen. Auch zum Frühstück wurde sie regional verzehrt. Auf die Eintönigkeit solcher Ernährungsweise verweist die alte Pinzgauer Redensart „Schottsupp’n und Verdruaß hat man bald gnuag“.

## Revival
In Salzburg erfreut sich das einstige Arme-Leute-Essen neuerdings immer öfter Beliebtheit, es wird auch in der bodenständigen Gastronomie angeboten. Das Unternehmen SalzburgMilch offeriert Schotten als Fertigprodukt. Bei modernen Rezepten wird die Schottsuppe auch mit Schlagobers verfeinert.